# Władimir Suchariew
Władimir Gieorgijewicz Suchariew, ros. Владимир Георгиевич Сухарев (ur. 10 lipca 1924 w Gieorgiewce (ob. Kordaj) w Turkiestańskiej ASRR, obecnie w obwodzie żambylskim w Kazachstanie, zm. 30 kwietnia 1997 w Moskwie) – kazachski lekkoatleta (sprinter) startujący w barwach ZSRR, dwukrotny wicemistrz olimpijski i mistrz Europy z 1950.
Jako siedemnastolatek został powołany do Armii Czerwonej i wziął udział w II wojnie światowej, dochodząc do Berlina. Później podjął naukę w Kazachskim Instytucie Kultury Fizycznej. Startując w klubie Dinamo Ałma-Ata był mistrzem Kazachstanu  na różnych dystansach sprinterskich w 1946 i 1948. Od 1949 przebywał w Moskwie startując w tamtejszym Dinamie.
Zwyciężył w sztafecie 4 × 100 metrów na mistrzostwach Europy w 1950 w Brukseli (sztafeta radziecka biegła w składzie: Suchariew, Lew Kalajew, Lewan Sanadze i Nikołaj Karakułow), a w biegu na 100 metrów zdobył brązowy medal. Odpadł w półfinale biegu na 200 metrów.
Na igrzyskach olimpijskich w 1952 w Helsinkach zdobył srebrny medal w sztafecie 4 × 100 metrów (w składzie: Boris Tokariew, Kalajew, Sanadze i Suchariew), zajął 5. miejsce w finale biegu na 100 metrów i odpadł w ćwierćfinale biegu na 200 metrów. Na kolejnych igrzyskach olimpijskich w 1956 w Melbourne startował tylko w sztafecie 4 × 100 metrów, która ponownie zdobyła wicemistrzostwo (w składzie: Łeonid Barteniew, Tokariew, Jurij Konowałow i Suchariew).
Odnosił również sukcesy w sporcie akademickim. Zwyciężył w biegach na 100 metrów i na 200 metrów na Akademickich Mistrzostwach Świata (UIE) w 1951 w Berlinie, a także zdobył brązowy medal na 100 metrów na Akademickich Mistrzostwach Świata (UIE) w 1953 w Bukareszcie.
Był mistrzem ZSRR w biegu na 100 metrów w latach 1950–1953, w biegu na 200 metrów w latach 1950–1952 i w sztafecie 4 × 100 metrów w 1949 i 1956, wicemistrzem w biegach na 100 metrów i na 200 metrów w 1949 oraz w sztafecie 4 × 100 metrów w 1955, a także brązowym medalistą w biegu na 100 metrów w 1955 i 1956 oraz w biegu na 200 metrów w 1948, 1953 i 1956.
Był rekordzistą ZSRR w biegu na 100 metrów z czasem 10,3 s (23 września 1951 w Bukareszcie), dwukrotnym w biegu na 200 metrów do wyniku 21,2 s (15 lipca 1951 w Moskwie) i czterokrotnym w sztafecie 4 × 100 metrów do wyniku 39,8 s (1 grudnia 1956 w Melbourne).
Był odznaczony Orderem Czerwonego Sztandaru Pracy. Zmarł w Moskwie, pochowany na Cmentarzu Trojekurowskim.